# SS Ivernia
O SS Ivernia foi um transatlântico britânico pertencente à Cunard Line, construído pelos estaleiros da Swan Hunter & Wigham Richardson, na Inglaterra, e lançado em 1899. O Ivernia foi uma das embarcações intermediárias da Cunard, que atendia ao vasto comércio de imigrantes. Juntamente com seu irmão, o SS Saxonia, O Ivernia operou de Liverpool a Boston e, mais tarde, de Rijeka e Trieste para Nova Iorque.
Após o início da Primeira Guerra Mundial em agosto de 1914, o Ivernia foi requisitado pelo governo britânico para o transporte de tropas. No outono de 1916, William Thomas Turner (conhecido por ter sido o capitão do RMS Lusitania no momento do afundamento) recebeu o comando.
Em 1 de janeiro de 1917, o Ivernia levava cerca de 2.400 tropas britânicas de Marselha a Alexandria, quando às 10:12 da manhã foi torpedeado pelo submarino alemão UB-47 a 58 milhas a sudeste do Cabo Tênaro, na Grécia, no Estreito de Kythira. O navio naufragou rapidamente com uma perda de 36 tripulantes e 84 soldados. O capitão Turner, que havia sido criticado por não ter afundado junto com o Lusitania, permaneceu na ponte até que todos a bordo deixassem o navio em botes salva-vidas. O destroyer HMS Rifleman resgatou uma série de sobreviventes.